# Przejście graniczne Opawa-Malé Hoštice (kolejowe)
Przejście graniczne Opawa-Malé Hoštice – zlikwidowane kolejowe przejście graniczne położone pomiędzy Opawą (wówczas niemieckim Troppau), a Malymi Hošticami (niem. Klein Hoschütz; dziś część Opawy). Istniało od powstania linii z Raciborza do Opawy w 1895 roku jako przejście graniczne Cesarstwa Niemieckiego i Austro-Węgier. Granica przebiegała na rzece Opawie. Przejście przestało istnieć w 1920 roku, kiedy w granicach powstałej w 1918 roku Czechosłowacji znalazł się kraik hulczyński, co spowodowało przesunięcie granicy na północ i powstanie kolejowego przejścia granicznego Krzanowice-Chuchelná.